# リッキー・ホイ
リッキー・ホイ（Ricky Hui、許冠英、1946年8月3日 - 2011年11月8日）は、香港の俳優、歌手。中国広東省生まれ。

## 来歴
1946年8月3日、中国広東省広州市に産まれる。兄にマイケル、スタンリー、弟にサミュエル、妹にジュディがいる。
1950年に中華人民共和国から当時イギリスの植民地だった香港へ一家で移住。
1967年、ショウ・ブラザーズの俳優になる。
1972年に兄、マイケルと共に『大軍閥』（監督リー・ハンシャン）にて準主役デビュー。その強烈なキャラクターを売りにして、話題を博す。
「永遠の脇役」と自ら称しているが、歌手、俳優としてもその存在は抜きに語ることは出来ない。特に歌手としてサミュエルと同じ寶麗金（香港ポリドール）レコードから数多くのソロアルバムを発表していた。
弟サミュエルが一時引退した後、映画出演から遠ざかっていたが、サミュエルの1999年のコンサートと、2004年に再復活コンサートに駆けつけ、歌手としても活躍を続けた。
ホイ兄弟出演の『Mr.BOO!』以外にも、多くの映画に出演。大ヒット映画『霊幻道士』、サミュエルと共演した『皇帝密使』、ジャッキー・チェンとは『プロジェクトA2 史上最大の標的』『奇蹟/ミラクル』で共演している。
兄弟の中では唯一、カンフーを得意としている。
2011年11月8日、心臓発作のため死去。65歳没。亡くなるおよそ一年前に心臓の手術を受けており、兄のマイケルよりも先に逝くこととなった。

## Mr.BOO!以外の出演作品
- アーメン・オーメン・カンフーメン！(主人公)
- 霊幻追鬼
- 皇帝密使
- 霊幻道士
- クラッシュ・エンジェルス 失われたダイヤモンド
- プロジェクトA2 史上最大の標的
- バンパイア・コップ
- バンパイア・コップ2
- ホンコン・フライド・ムービー
- 機動女戦士 ハリケーン・コップ
- レディ・スクワッド/淑女は拳銃がお好き
- ミスター・ココナッツ
- 奇蹟/ミラクル
- レディ・スクワット2
- フロント・ページ
- 霊幻道士7 ラストアクションキョンシー
- マジック・タッチ
- 恋はマジック

## 担当した声優
- 安西正弘
- 古川登志夫
- 田原アルノ
- 龍田直樹
- 稲葉実
- ビートきよし（第一期ツービート時代）
- 千葉繁